# آنتونی آلبانیزی
آنتونی آلبانیزی ( ‎/ˌælbəˈniːzi/‎ اَل-با-نیز-ئی) یا آنتونی آلبانیز ( ‎/ˈælbəniːz/‎ اَل-با-نیز) (انگلیسی: Anthony Albanese؛ زادهٔ ۲ مارس ۱۹۶۳) رهبر حزب کارگر استرالیا و سی و یکمین نخست‌وزیر استرالیا است. آلبانیزی (معروف به آلبو) یکی از باسابقه‌ترین سیاستمداران استرالیا است. او از سال ۲۰۱۹ رهبر حزب کارگر استرالیا (ALP) و از سال ۱۹۹۶ نماینده پارلمان (MP) از بخش گریندلر بوده است. آلبانیزی معاون نخست‌وزیر استرالیا در دولت دوم راد در سال ۲۰۱۳ و وزیر کابینه در دولت راد و دولت گیلارد از ۲۰۰۷ تا ۲۰۱۳ بود.
در انتخابات ۲۰۲۲ آلبانیزی حزب خود را در برابر ائتلاف ملی لیبرال اسکات موریسون به پیروزی قاطع رهبری کرد و خود را به عنوان نخستین نخست‌وزیر استرالیا که نام خانوادگی غیر انگلیسی-سلتی داشته، در تاریخ این کشور ثبت کرد.او در ۲۳ مهٔ ۲۰۲۲ در کنار چهار نفر از همکاران ارشد حزب خود، سوگند یاد کرد. آلبانیزی دارای دیدگاه‌های سیاسی مترقی است و از رسیدگی و توجه بیشتر به تغییرات آب‌وهوایی در استرالیا حمایت می‌کند. هرچند که او از حذف تدریجی استفاده از زغال‌سنگ یا جلوگیری از افتتاح معادن زغال سنگ جدید خودداری کرده است.

## زندگی شخصی

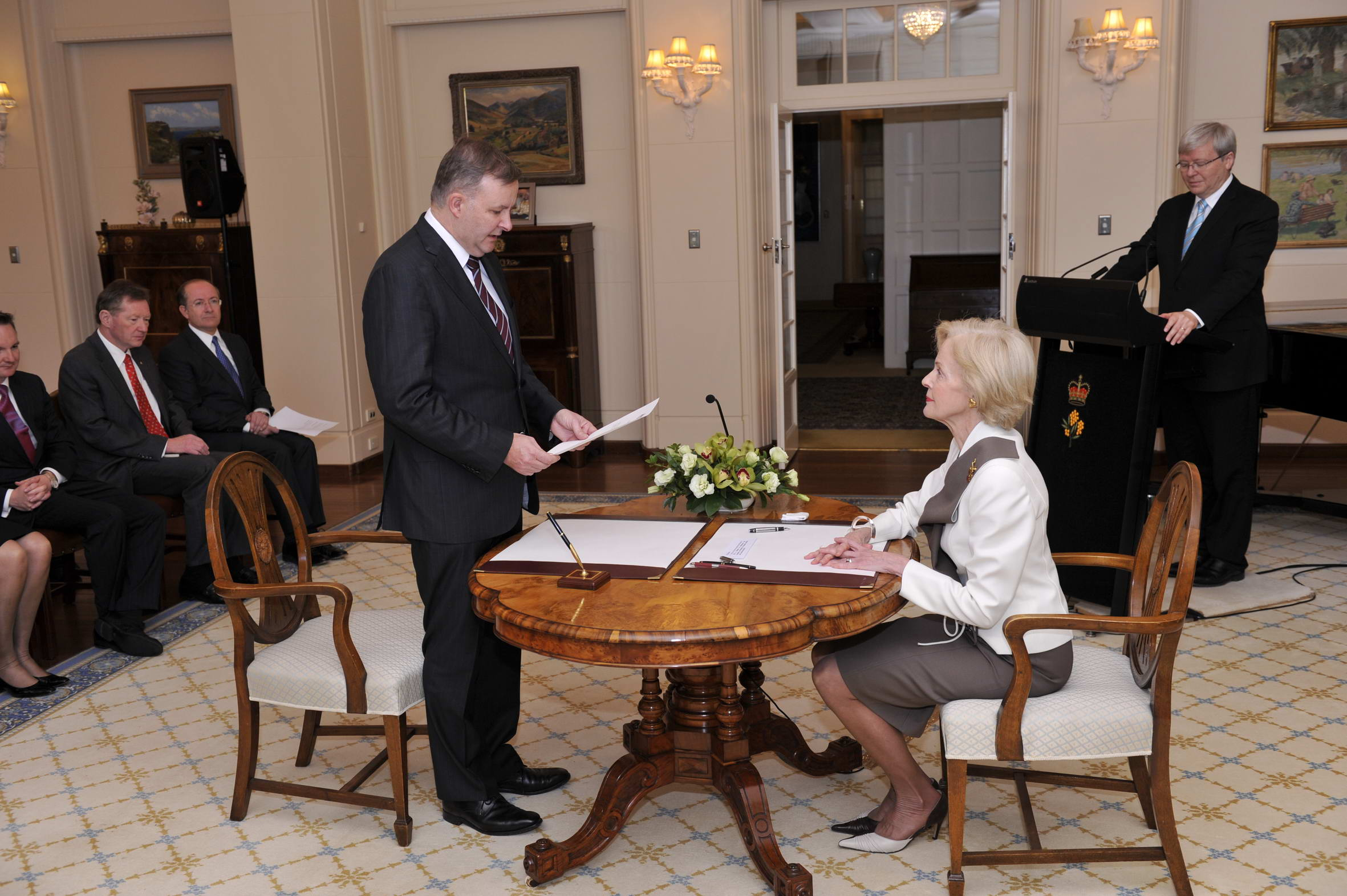
آنتونی آلبانیزی در دفتر حزب خودش

آنتونی آلبانیزی در کودکی فکر می‌کرد که پدرش را پیش از تولد از دست داده است. اما در نوجوانی دریافت که مادرش (ماریان الری) او را از یک مرد متأهل در هنگام سفر به اروپا باردار شده است. آنتونی آلبانیزی سه دهه پس از آن، به دنبال پدر بیولوژیک خود، کارلو آلبانیزی به ایتالیا رفت و با او و خواهر و برادرهای ناتنی‌اش دیدار کرد.
مادرش او را به تنهایی و با مقرری افراد دارای معلولیت و در خانه دولتی بزرگ کرد. زندگی در فقر، باورهای سیاسی او را شکل داد. مادر آنتونی آلبانیزی می‌خواست پسرش از فرصت‌هایی که خود او هرگز در اختیار نداشته استفاده کند. آنتونی آلبانیزی با پشتیبانی مادرش، نخستین شخص در خانواده بود که مدرسه را تمام کرد و به دانشگاه رفت. آنتونی آلبانیزی نیز با الهام از زندگی خود، تلاش بسیاری برای ایجاد زندگی بهتر برای پسرش دارد.
آنتونی آلبانیزی در سال ۲۰۱۹ پس از ۱۹ سال زندگی مشترک از همسرش جدا شد.
در طول مبارزات انتخاباتی سال ۲۰۲۲ جودی هایدون به عنوان شریک زندگی به او پیوست.

## سیاست

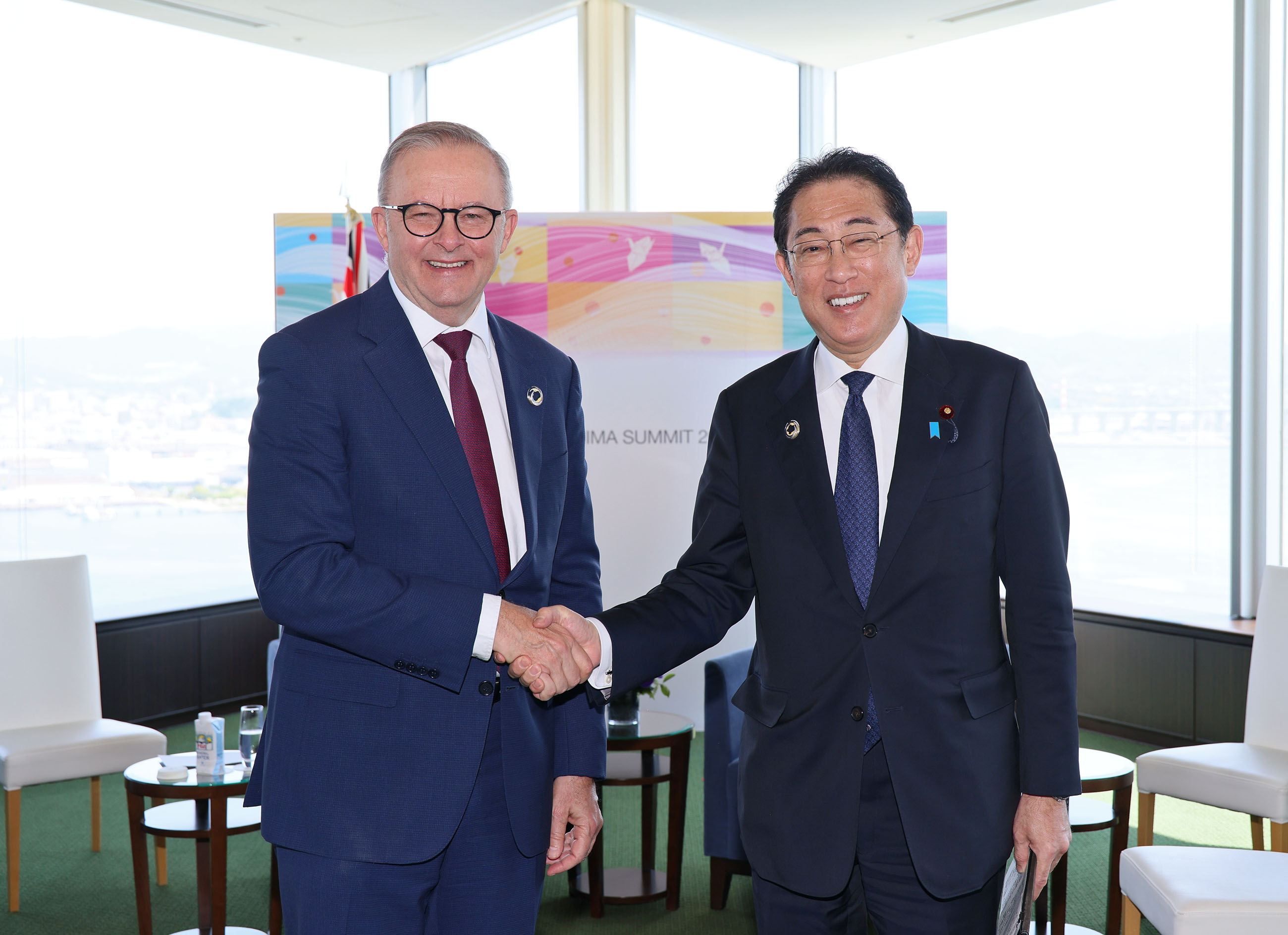
آلبانیزی با فومیو کیشیدا، نخست‌وزیر ژاپن، در سال ۲۰۲۳

### پیش از نخست‌وزیری
آنتونی آلبانیزی از دهه سوم زندگی عضو حزب کارگر استرالیا بوده است. او از دوران جوانی در مشاغل دولتی و ایالتی کار می‌کرد و در سال ۱۹۹۶ به عنوان نماینده منطقه گریندلر سیدنی وارد مجلس استرالیا شد. در سال ۲۰۰۷ با آغاز به کار کوین راد آلبانیزی، وزیر زیرساخت و حمل و نقل شد. او حتی پس از آشوب درون حزب کارگر در سال ۲۰۱۰ همچنان نفوذ خود را حفظ کرد. در سال ۲۰۱۳ آنتونی آلبانیزی نقش زیادی در بازگشت کوین راد، رهبر حزب کارگر به سمت نخست‌وزیری داشت. همین باعث شد کوین راد او را به عنوان معاون نخست‌وزیر منصوب کند.
پس از شکست سخت حزب کارگر در انتخابات سال ۲۰۱۹ بیل شورتن رهبر وقت حزب از مقام خود کنار رفت و آنتونی آلبانیزی به رهبری حزب رسید.

### سیاست‌گذاری
آنتونی آلبانیزی برای گرفتن رای بیشتر، از برخی سیاست‌های چپ‌گرایانه خود عقب‌نشینی کرده است. او از سیاست‌های سختگیرانه در زمینه تغییرات آب‌وهوایی، حملات لفظی به چین، و موضوعات امنیت ملی، و مخالفت بازگرداندن پناهجویانی که با قایق وارد این کشور می‌شدند عقب‌نشینی کرده است.
اما همزمان وعده داده که بودجه زیادی را برای بخش مراقبت از سالمندان هزینه کرده، سیستم مراقبت از کودکان را ارزان‌تر، و از صنایع تولیدی و کارخانه‌ها پشتیبانی کند.